# Wasserschloss Bad Rappenau

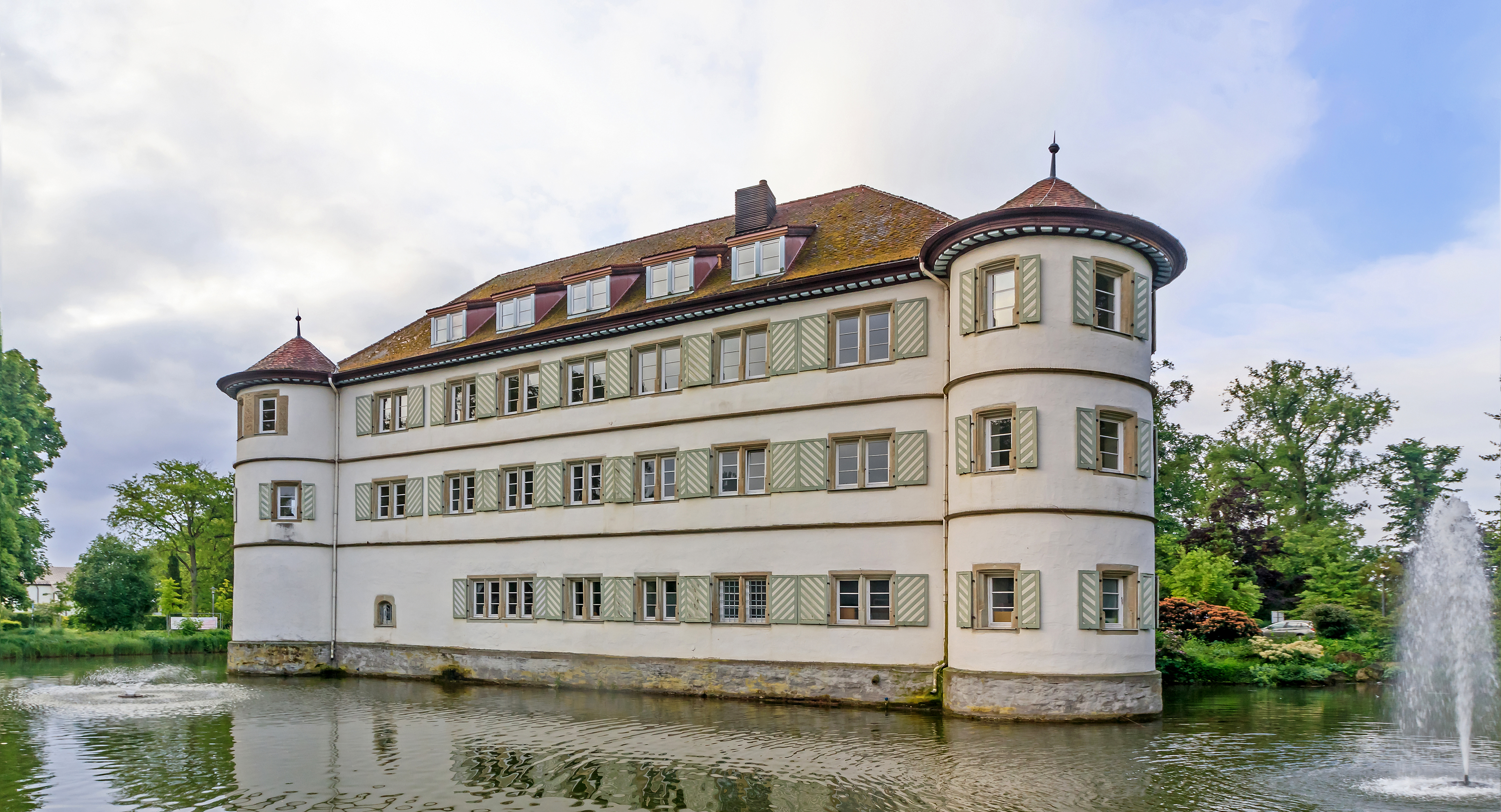
Wasserschloss Bad Rappenau, Nordfassade

Das Wasserschloss Bad Rappenau ist ein Wasserschloss aus dem frühen 17. Jahrhundert in Bad Rappenau. Das Schloss wurde um 1600 von den Herren von Gemmingen an der Stelle eines älteren Herrensitzes errichtet, kam 1956 in den Besitz der Gemeinde und war von 1980 bis 2001 Sitz der Stadtverwaltung. Heute dient es kulturellen Zwecken.

## Geschichte

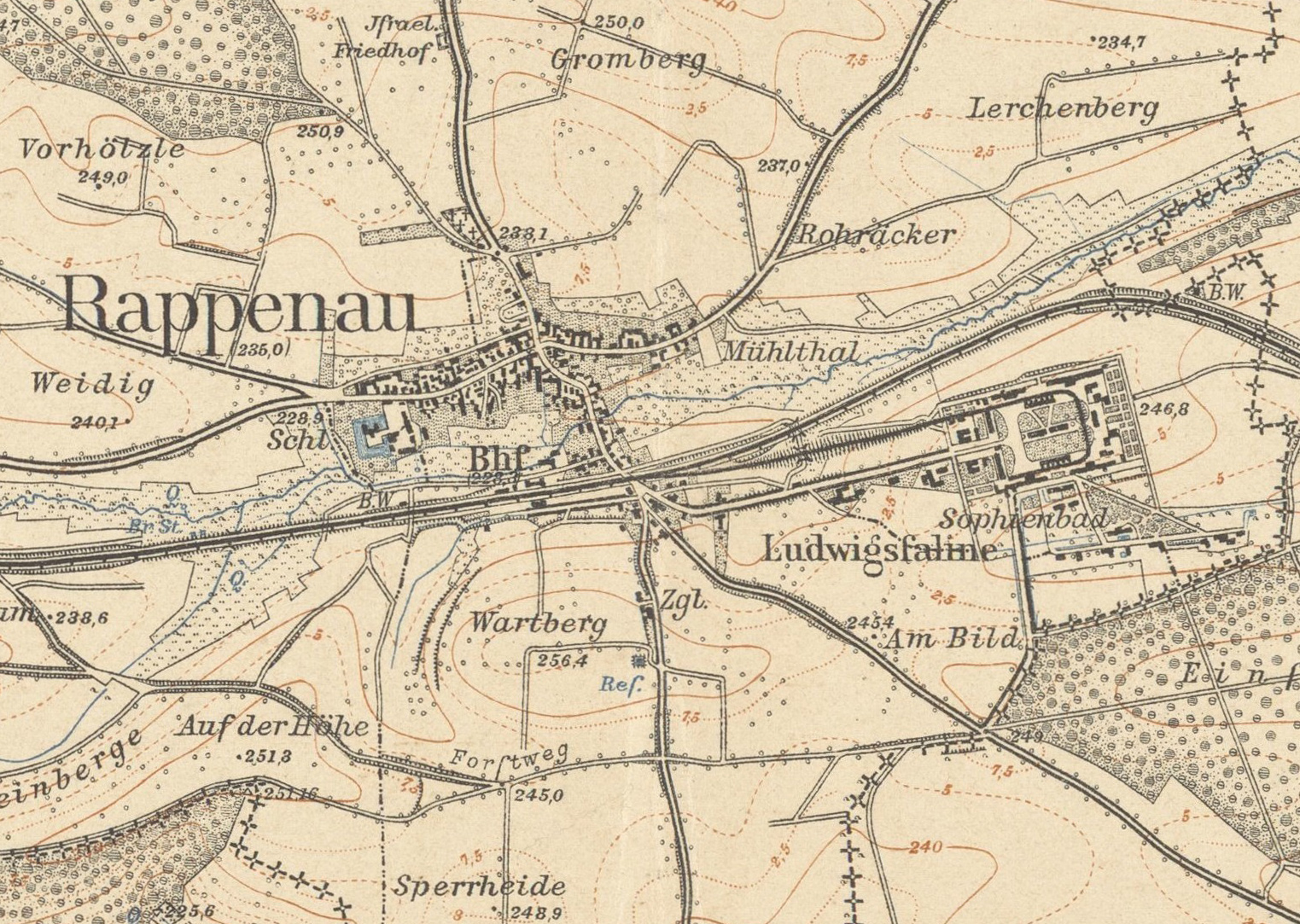
Topografische Karte 1902: Der Schlossteich reicht im Gegensatz zu heute um das ganze Gebäude

In Bad Rappenau gab es ursprünglich zwei Burganlagen, um die sich das Oberdorf um die heutige evangelische Stadtkirche Bad Rappenau und 400 Meter westlich davon das Unterdorf um das heutige Wasserschloss entwickelt haben. Die Anlage im Talgrund, im Unterdorf, ist vermutlich die ältere der beiden. In einer Gutsbeschreibung von 1578 wird im Oberdorf noch die Edelmannsbehausung des Daniel von Helmstatt genannt, im Dreißigjährigen Krieg wurde dieser Herrensitz jedoch zerstört, so dass seitdem das Wasserschloss der einzige Schlossbau am Ort ist.
1578 wird im Unterdorf ein Schloss mit Wassergraben genannt. Das Schloss am Zusammenfluss von Mühlbach, Straßbach und Raubach stand einst inmitten eines ausgedehnten Sumpfgebiets. Der Baugrund ist mit in den Boden gerammten Baumstämmen gefestigt, für den Wassergraben staute man den Mühlbach an. 1592 kamen vier Fünftel von Rappenau von Johann Philipp von Helmstatt durch Kauf an Reinhard von Gemmingen. Sein Sohn Eberhard von Gemmingen (1567–1611) stellte ab 1601 das heutige Wasserschloss auf dem Grund des Vorgängerbauwerks fertig. Als Baumeister werden Jakob Müller und Adam Wagner aus Heilbronn vermutet.

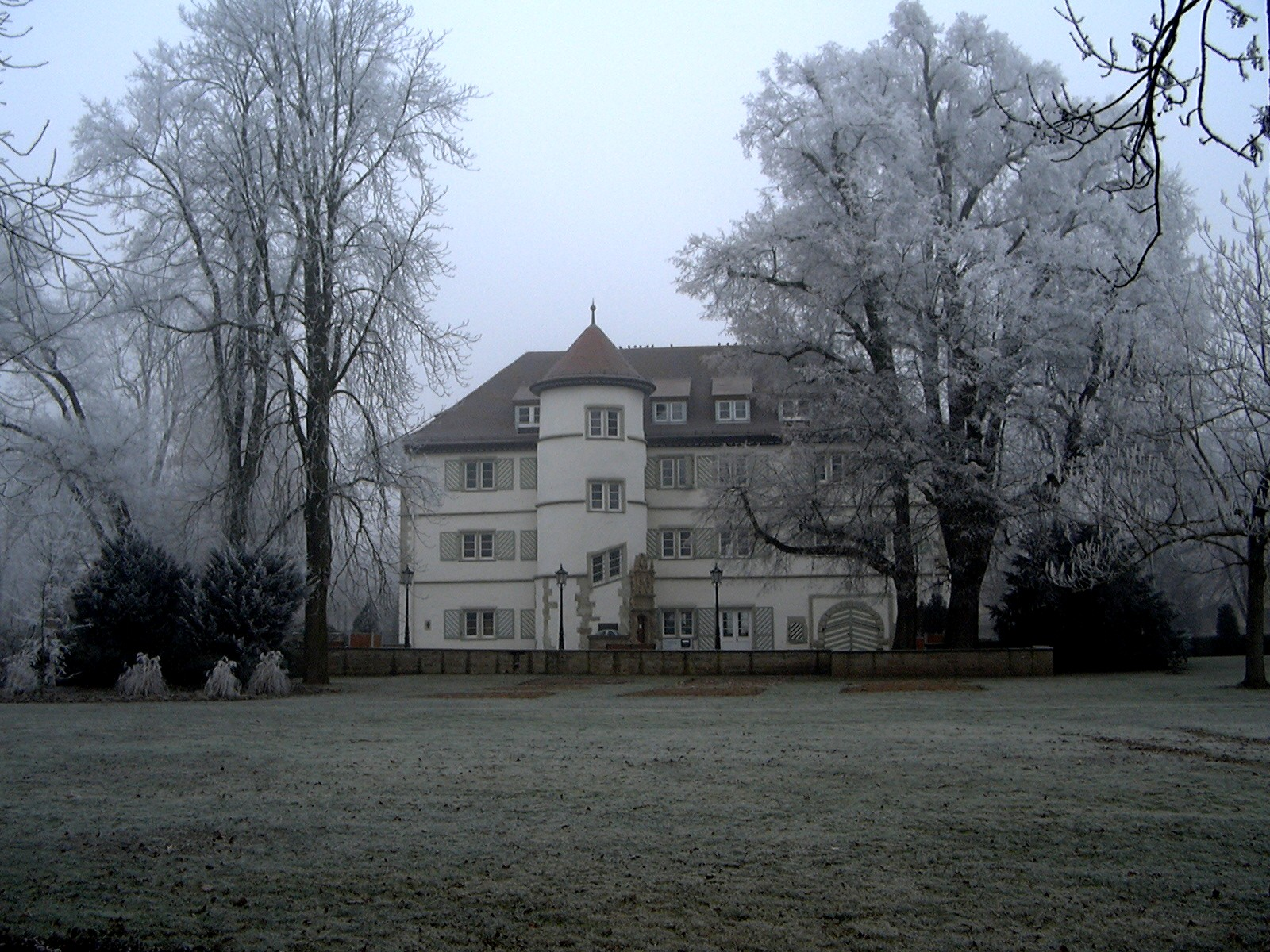
Südansicht im Winter

Das Unterdorf und mit ihm der neuerbaute Vorhof des Schlosses mit Kelter, Vieh- und Backhaus sowie Scheunen wurden im Jahr 1622 nach der Schlacht bei Wimpfen vollständig niedergebrannt. Lediglich das Schloss blieb vor der Zerstörung bewahrt, weil der Feldherr Tilly eine Schutzwache dafür abgestellt hatte. 1630 wurde das Rappenauer Lehen der Herren von Gemmingen auf kaiserlichen befehl hin eingezogen, weil der junge Schlossherr Philipp von Gemmingen (1601–1638) und seine Brüder zu Beginn des Krieges auf protestantischer Seite standen. 1645 wurde im weiteren Verlauf des Dreißigjährigen Krieges der zweite Herrensitz im Oberdorf zerstört; das Wasserschloss war künftig der einzige Herrensitz. Nach dem Westfälischen Frieden von 1648 kam das Rappenauer Lehen an Eberhard von Gemmingen (1628–1675) zurück. 1682 gab der Unterbau des Schlosses nach, und größere Reparaturen wurden erforderlich.
Das Schloss teilt die Besitzgeschichte des Ortes Rappenau, vor allem im 18. Jahrhundert wechselte der Schlossherr häufig innerhalb der weit verzweigten Familie von Gemmingen. Im 18. Jahrhundert waren es oft Diplomaten oder Militärpersonen, die andernorts dienten und den Besitz in Rappenau vernachlässigten. Erst Sigmund von Gemmingen (1777–1843) kümmerte sich wieder intensiver um ihn. Über seinen Sohn Gustav von Gemmingen (1813–1894) kam das Schloss an den Ast Bürg der Familie. Gustavs Enkel Franz Maria Hans Weiprecht von Gemmingen (1905–1945) war der letzte Schlossherr. 1936 kam der Sohn Eberhard von Gemmingen zur Welt.
Die Familie von Gemmingen hat das Schloss in den Wirren des Zweiten Weltkriegs verlassen. Nach dem Krieg nutzte man es einige Jahre zu wechselnden Zwecken. Vor allem an der Nord- und Ostseite der Anlage standen Wirtschaftsgebäude. Nördlich des Wasserschlosses lag das Schafhaus, auch als Zigeunerviertel bekannt, ein U-förmiger Wirtschaftshof mit teilweise unterkellerten Fachwerkgebäuden. Östlich des Schlosses befanden sich Gesindehaus und Scheunen.
1956 erwarb die Gemeinde das Schloss mit der zugehörigen Fläche von 156 Ar und baute es bis 1965 für den Kurbetrieb um und aus. Bis 1977  war dann dort das Schloßsanatorium, ab 1980 bis 2001 der Sitz der Stadtverwaltung. Seit der Fertigstellung eines neuen Rathauses am Marktplatz wird das Schloss überwiegend zu kulturellen Zwecken genutzt. Heute beherbergt das Schloss unter anderem den Kunstverein Wasserschloss Bad Rappenau e. V. sowie eine Galerie und wird für Kunstausstellungen, Konzerte und Vorträge genutzt.

## Beschreibung

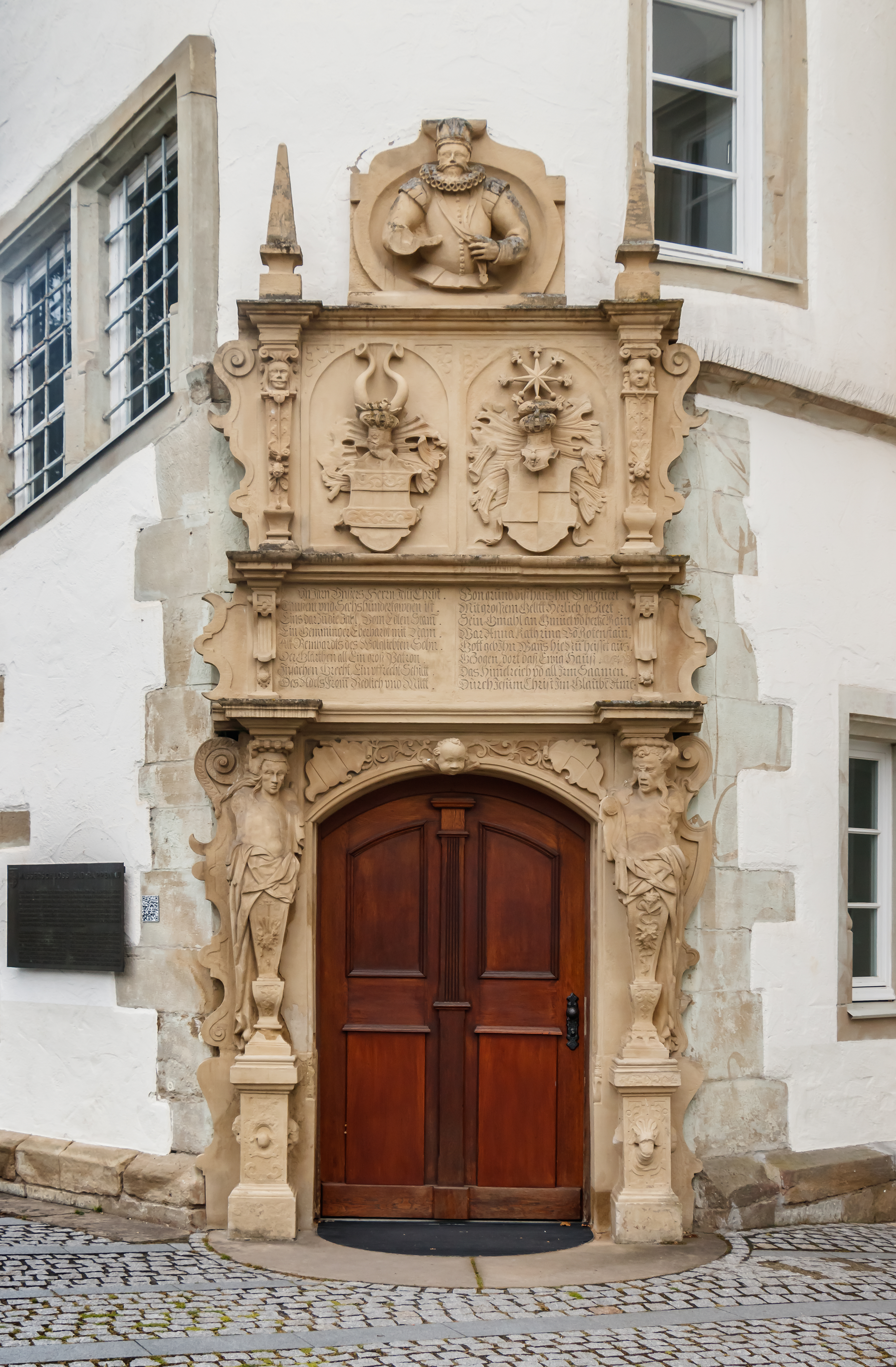
Portal am Treppenturm

Das im Grundriss rechteckige Gebäude hat in der Nordwest- und in der Nordostecke jeweils einen Eckturm sowie an der Südfassade einen Treppenturm, der im Inneren eine technisch anspruchsvolle Wendeltreppe mit offener Spindel enthält und über den die einzelnen Stockwerke zugänglich sind. Sehr schmuckvoll ist das Portal am Treppenturm, das oben ein Brustbild des Bauherrn über dem Gemmingen-Rodensteinschen Allianzwappen zeigt, denn Eberhard von Gemmingen war verheiratet mit Anna Katharina von Rodenstein († 1611), mit der er acht Kinder hatte. Unter dem Wappen befindet sich zunächst ein Inschriftenblock, der den Bau datiert und die Eheleute nennt, die Türe wird von weiterem Figurenschmuck umgeben. Steinbänder und Fenster gliedern die Fassade des Gebäudes, das ansonsten recht schmucklos ist; lediglich im oberen Bereich des Nordostturms finden sich einige Schmuckelemente im Stil der Renaissance. Über einem Tor im Gebäude ist ein alter Motivstein mit einer Hand zu sehen.
Im Wasserschloss sind insgesamt acht verschiedene Steinmetzzeichen zu finden, davon allein fünf an der steinernen Wendeltreppe von 1601. Drei der fünf Steinmetze der Wendeltreppe haben ihre Zeichen auch am gleichzeitig entstandenen Greckenschloss in Kochendorf hinterlassen, einer davon an der Schlosskapelle von Schloss Liebenstein. Das Zeichen eines weiteren Steinmetzen lässt sich 1619 an der Stadtkirche Vaihingen wiederfinden.

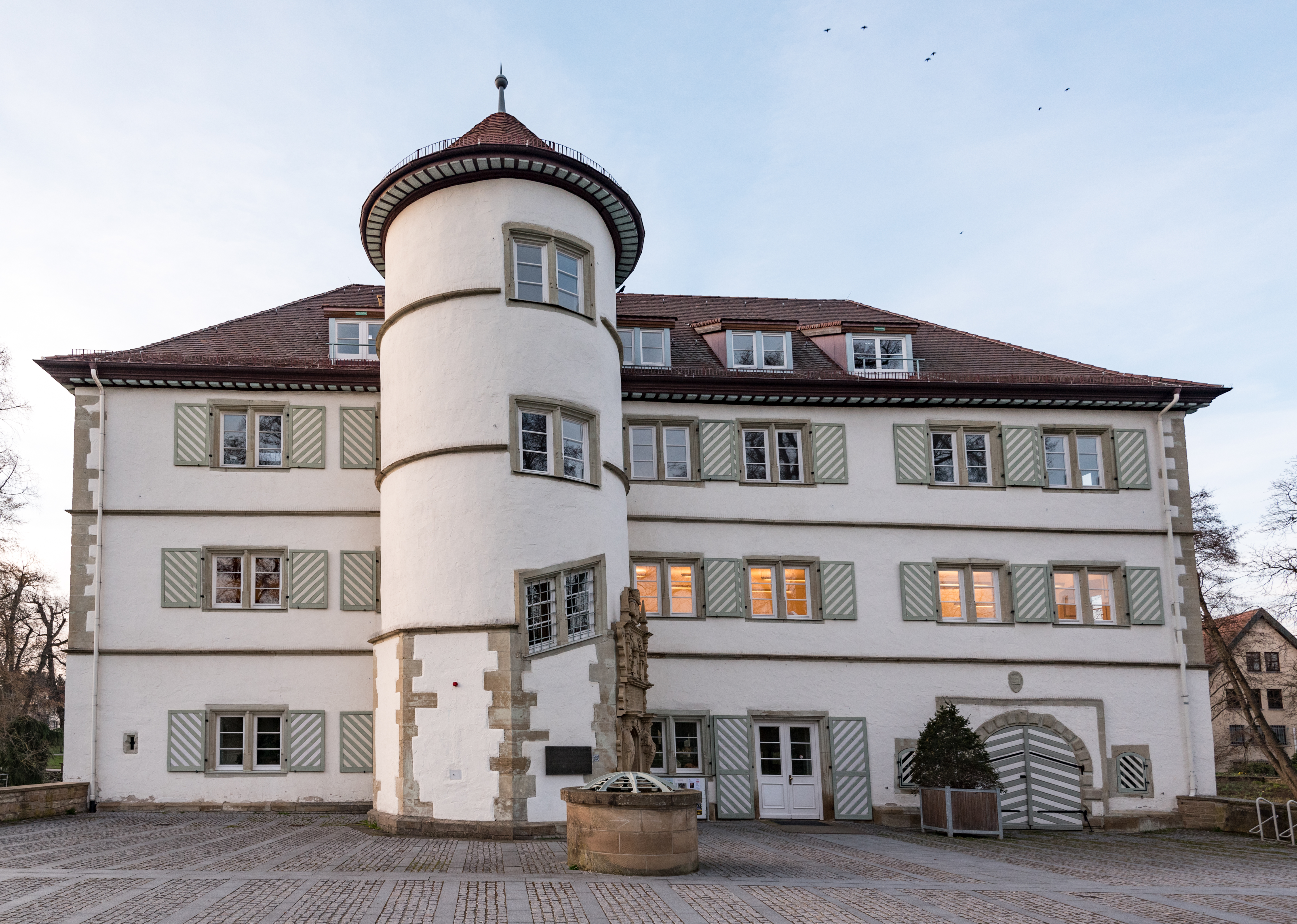
Südfassade mit Treppenturm
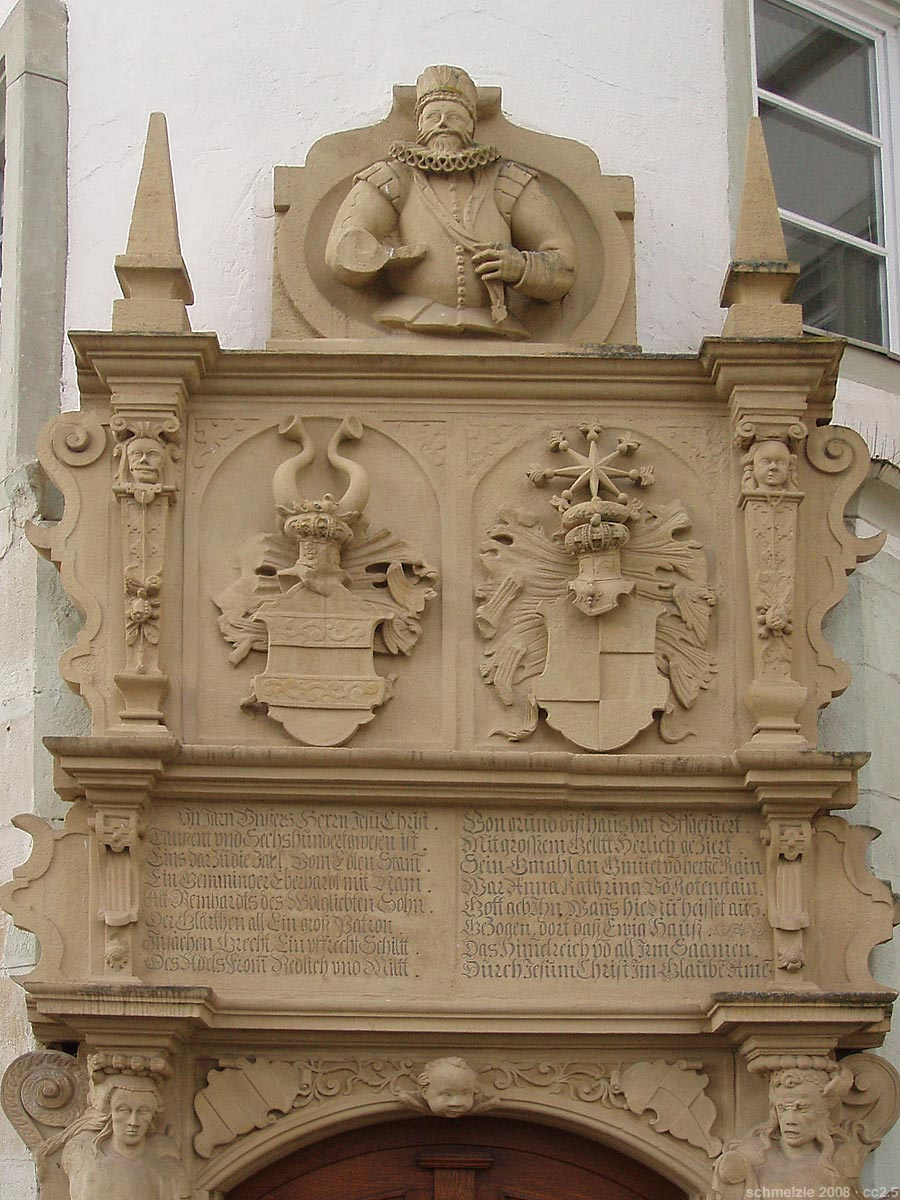
Portaldetail Treppenturm
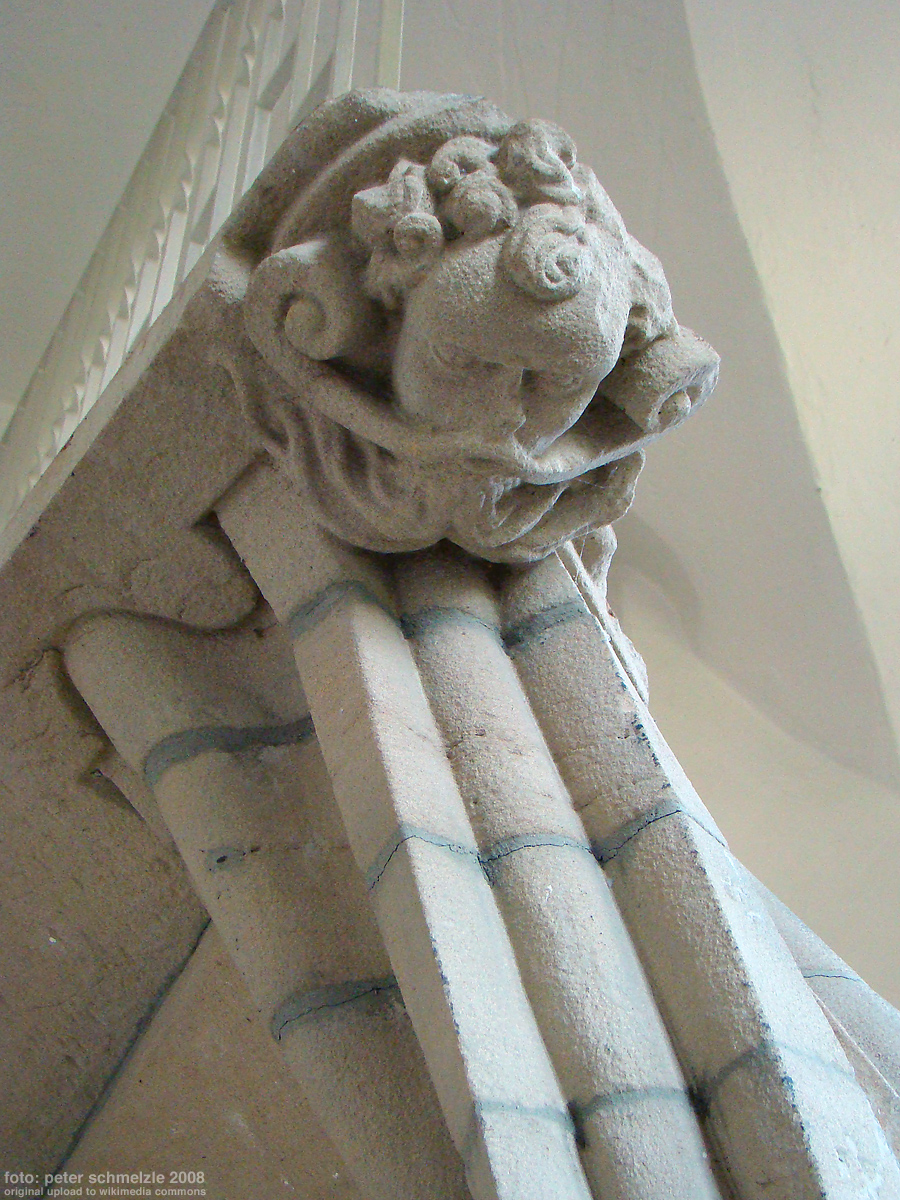
Treppenturm: Abschluss

Das Gebäude ist heute von einem Park umgeben, der sich längs des im Ort meist verdolten Mühlbachs nach Westen bis zur Ortsmitte im Oberdorf erstreckt und dessen Mulde sich weiter im Nordwesten im Fünfmühlental tief eingegraben hat. Beim Schloss wurden zwei historische Grenzsteine aufgestellt, davon ein Herrschaftsgrenzstein der Herren von Gemmingen von 1700, das an der Grenze zur Nachbargemarkung Obergimpern stand, sowie ein aus dem 19. Jahrhundert stammender Landesgrenzstein des Großherzogtums Baden zur benachbarten hessischen Enklave Wimpfen.
Nahe dem Schloss steht nordöstlich an der Babstadter Straße noch ein alter Wehrturm, ein einstiger Eckturm, der die Ausmaße des Schloss-Vorhofs deutlich macht. In der Giebelwand des an den Turm angebauten Wohnhauses hat sich noch der alte Fachwerkgiebel der früheren Bulldog-Garagen des Hofguts erhalten. Die ehemalige Gutsbrennerei in einem in den 1930er Jahren erneuerten Gebäude dient heute als Kindergarten.
Ein Gedenkstein im Schlossgarten erinnert an die vier Insassen des Arbeitslagers in der Saline Bad Rappenau, die in den letzten Monaten des Zweiten Weltkriegs beim Entschärfen eines Blindgängers zu Tode kamen und auf dem nahen örtlichen jüdischen Friedhof bestattet wurden.

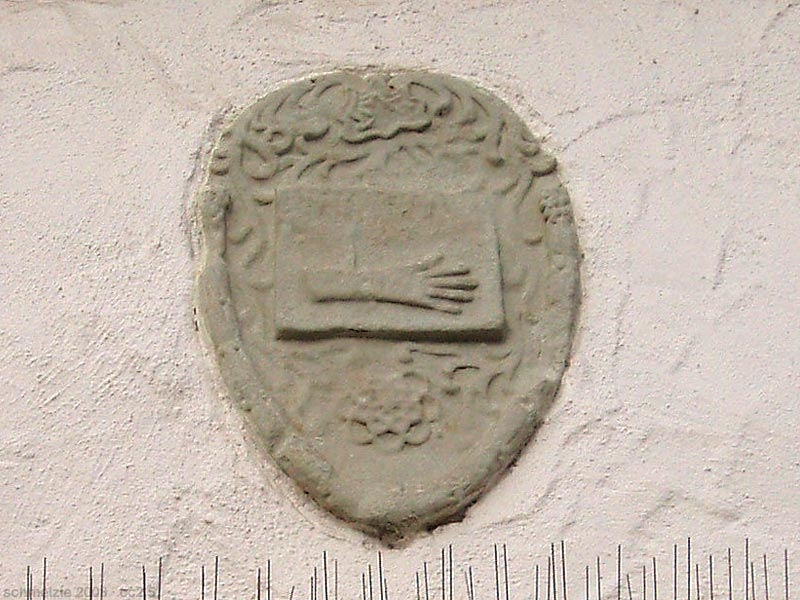
Detail Schlossfassade
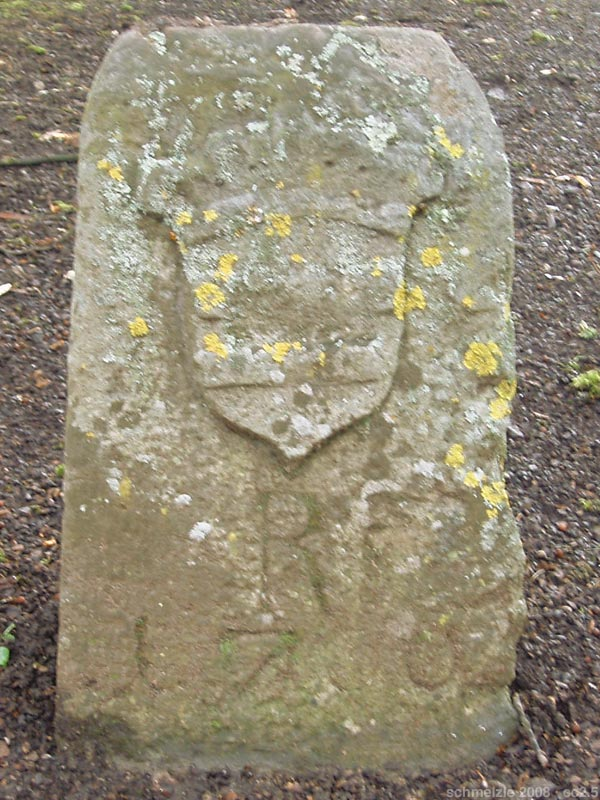
Gemmingenscher Grenzstein
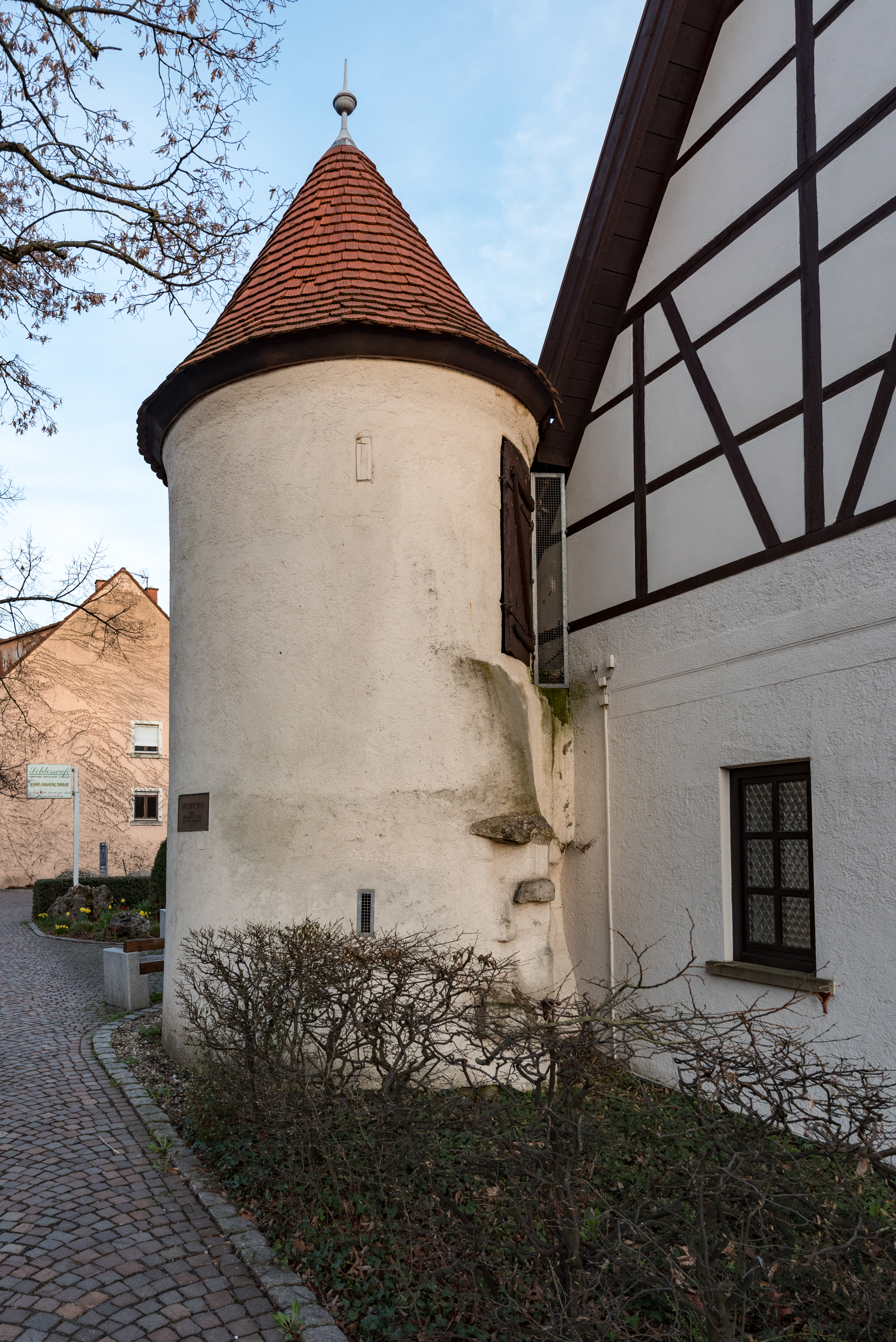
Eckturm Vorhof